# Juan David Cabal
Juan David Cabal Murillo (Cali, 8 gennaio 2001) è un calciatore colombiano, difensore della Juventus e della nazionale colombiana.

## Caratteristiche tecniche
Di piede mancino, nonostante sia un difensore centrale, tende spesso ad avanzare e ad andare al cross: per questo è impiegabile anche come terzino sinistro. Dotato di buona velocità malgrado sia di stazza imponente, è aggressivo, abile negli anticipi e nel gioco aereo.

## Carriera

### Club
Cresciuto nel settore giovanile del Atlético Nacional, debutta in prima squadra il 14 luglio 2019, disputando l'incontro di Categoría Primera A vinto per 1-2 contro l'Once Caldas.
Il 20 agosto 2022, viene ufficializzato il suo acquisto a titolo definitivo da parte del Verona, in Serie A. L'11 settembre seguente esordisce con i veneti nella sconfitta per 2-0 in casa della Lazio, rilevando Federico Ceccherini nella ripresa. Con gli Scaligeri colleziona complessivamente 34 presenze fra tutte le competizioni.
Il 18 luglio 2024 si trasferisce a titolo definitivo alla Juventus, per 11 milioni di euro più 2 di bonus. Il successivo 19 agosto esordisce in maglia bianconera, giocando da titolare la prima giornata di campionato contro il Como, vinta per 3-0. Il 22 ottobre esordisce nelle competizioni europee, giocando da titolare la sfida della fase campionato di Champions League contro lo Stoccarda, persa per 0-1.

### Nazionale
Dopo aver fatto parte delle nazionali colombiane Under-18 e Under-20, il 15 marzo 2024 viene convocato per la prima volta in nazionale maggiore in sostituzione dell'infortunato Yerry Mina. Fa il suo esordio con la massima selezione colombiana il 10 settembre seguente nel successo per 2-1 contro l'Argentina.

## Statistiche

### Presenze e reti nei club
Statistiche aggiornate al 5 novembre 2024.
| Stagione                 | Squadra                  | Campionato               | Campionato | Campionato | Coppe nazionali | Coppe nazionali | Coppe nazionali | Coppe continentali | Coppe continentali | Coppe continentali | Altre coppe | Altre coppe | Altre coppe | Totale | Totale |
| Stagione                 | Squadra                  | Comp                     | Pres       | Reti       | Comp            | Pres            | Reti            | Comp               | Pres               | Reti               | Comp        | Pres        | Reti        | Pres   | Reti   |
| ------------------------ | ------------------------ | ------------------------ | ---------- | ---------- | --------------- | --------------- | --------------- | ------------------ | ------------------ | ------------------ | ----------- | ----------- | ----------- | ------ | ------ |
| 2019                     | Atlético Nacional        | A                        | 8          | 0          | CC              | 1               | 0               | CL+CS              | 0                  | 0                  | -           | -           | -           | 9      | 0      |
| 2020                     | Atlético Nacional        | A                        | 1          | 0          | CC              | 1               | 0               | CS                 | 0                  | 0                  | -           | -           | -           | 2      | 0      |
| 2021                     | Atlético Nacional        | A                        | 13         | 0          | CC              | 1               | 0               | CL                 | 0                  | 0                  | -           | -           | -           | 14     | 0      |
| gen.-ago. 2022           | Atlético Nacional        | A                        | 23         | 1          | CC              | 2               | 0               | CL                 | 0                  | 0                  | -           | -           | -           | 25     | 1      |
| Totale Atlético Nacional | Totale Atlético Nacional | Totale Atlético Nacional | 45         | 1          |                 | 5               | 0               |                    | 0                  | 0                  |             | -           | -           | 50     | 1      |
| ago. 2022-2023           | Verona                   | A                        | 11+1       | 0          | CI              | -               | -               | -                  | -                  | -                  | -           | -           | -           | 12     | 0      |
| 2023-2024                | Verona                   | A                        | 22         | 0          | CI              | 0               | 0               | -                  | -                  | -                  | -           | -           | -           | 22     | 0      |
| Totale Verona            | Totale Verona            | Totale Verona            | 33+1       | 0          |                 | 0               | 0               |                    | -                  | -                  |             | -           | -           | 34     | 0      |
| 2024-2025                | Juventus                 | A                        | 7          | 0          | CI              | 0               | 0               | UCL                | 2                  | 0                  | SI+Cmc      | -           | -           | 9      | 0      |
| Totale carriera          | Totale carriera          | Totale carriera          | 85+1       | 1          |                 | 5               | 0               |                    | 2                  | 0                  |             | -           | -           | 93     | 1      |

### Cronologia presenze e reti in nazionale
| Cronologia completa delle presenze e delle reti in nazionale ― Colombia | Cronologia completa delle presenze e delle reti in nazionale ― Colombia | Cronologia completa delle presenze e delle reti in nazionale ― Colombia | Cronologia completa delle presenze e delle reti in nazionale ― Colombia | Cronologia completa delle presenze e delle reti in nazionale ― Colombia | Cronologia completa delle presenze e delle reti in nazionale ― Colombia | Cronologia completa delle presenze e delle reti in nazionale ― Colombia | Cronologia completa delle presenze e delle reti in nazionale ― Colombia |
| Data                                                                    | Città                                                                   | In casa                                                                 | Risultato                                                               | Ospiti                                                                  | Competizione                                                            | Reti                                                                    | Note                                                                    |
| ----------------------------------------------------------------------- | ----------------------------------------------------------------------- | ----------------------------------------------------------------------- | ----------------------------------------------------------------------- | ----------------------------------------------------------------------- | ----------------------------------------------------------------------- | ----------------------------------------------------------------------- | ----------------------------------------------------------------------- |
| 10-9-2024                                                               | Barranquilla                                                            | Colombia                                                                | 2 – 1                                                                   | Argentina                                                               | Qual. Mondiali 2026                                                     | -                                                                       | 88’                                                                     |
| 15-10-2024                                                              | Barranquilla                                                            | Colombia                                                                | 4 – 0                                                                   | Cile                                                                    | Qual. Mondiali 2026                                                     | -                                                                       | 86’                                                                     |
| Totale                                                                  |                                                                         | Presenze                                                                | 2                                                                       |                                                                         | Reti                                                                    | 0                                                                       |                                                                         |

## Palmarès

### Club
- Copa Colombia: 1

Atlético Nacional: 2021